# Saratow
Saratow (russisch Саратов, Ausspracheⓘ) ist eine Stadt in der gleichnamigen russischen Oblast. Sie hat 837.900 Einwohner (Stand 14. Oktober 2010) und liegt am rechten, sogenannten „Bergufer“ der mittleren Wolga. Saratow ist ein wichtiges Kultur- und Wirtschaftszentrum sowie Universitätsstadt und bildet zusammen mit dem auf der anderen Seite der Wolga gelegenen Engels eine Agglomeration mit rund 1,2 Millionen Einwohnern.

## Geographie

### Geographische Lage
Saratow befindet sich im europäischen Teil Russlands. Die Stadt liegt an den Rändern des Hügellandes der Wolgaplatte und erstreckt sich bis an das Ufer der Wolga, die hier zum Wolgograder Stausee gestaut wird. Das Stadtzentrum befindet sich unweit des Wolgaufers. Die Wolga ist hier etwa drei Kilometer breit und wird nahe dem Stadtzentrum von der Brücke von Saratow überquert.

### Stadtgliederung
Saratow ist Verwaltungssitz der Oblast Saratow, welche den Großraum Saratow umfasst. Während die Oblast Saratow in 38 Rajons (Kreise) unterteilt ist, gliedert sich die Stadt selbst in sechs Stadtteile (ebenfalls Rajon genannt).
| Rajon      | Originalname | Einwohner (2009) |
| ---------- | ------------ | ---------------- |
| Wolschski  | Волжский     | 074.000          |
| Sawodskoi  | Заводской    | 189.056          |
| Kirowski   | Кировский    | 135.537          |
| Leninski   | Ленинский    | 262.412          |
| Oktjabrski | Октябрьский  | 119.962          |
| Frunsenski | Фрунзенский  | 049.986          |

### Klima
|                       | Jan   | Feb   | Mär  | Apr  | Mai  | Jun  | Jul  | Aug  | Sep  | Okt  | Nov  | Dez  |   |      |
| Mittl. Tagesmax. (°C) | −6,5  | −5,6  | 0,3  | 13,3 | 21,9 | 25,7 | 27,8 | 26,2 | 19,7 | 10,4 | 2,0  | −3,5 | ⌀ | 11,1 |
| Mittl. Tagesmin. (°C) | −13,1 | −12,5 | −6,2 | 3,6  | 10,6 | 14,9 | 17,1 | 15,4 | 9,9  | 2,8  | −2,9 | −9,1 | ⌀ | 2,6  |
|                       |       |       |      |      |      |      |      |      |      |      |      |      |   |      |
| Niederschlag (mm)     | 43    | 29    | 28   | 27   | 40   | 44   | 45   | 44   | 39   | 33   | 47   | 43   | Σ | 462  |
|                       |       |       |      |      |      |      |      |      |      |      |      |      |   |      |
| Regentage (d)         | 9     | 6     | 5    | 5    | 6    | 7    | 6    | 6    | 6    | 6    | 8    | 9    | Σ | 79   |

| −13,1 |

| −12,5 |

| −6,2 |

| 3,6 |

| 10,6 |

| 14,9 |

| 17,1 |

| 15,4 |

| 9,9 |

| 2,8 |

| −2,9 |

| −9,1 |

| −13,1 |

| −12,5 |

| −6,2 |

| 3,6 |

| 10,6 |

| 14,9 |

| 17,1 |

| 15,4 |

| 9,9 |

| 2,8 |

| −2,9 |

| −9,1 |

## Geschichte
Saratow wurde 1590 als Zarenfestung gegründet. Vorher befand sich in der Gegend die Stadt Sarai Berke, die als „Hauptstadt“ der Goldenen Horde, des mongolischen Teilreichs in Osteuropa und Westsibirien gilt. Einige Historiker vermuten, dass der Name der Stadt aus dem Tatarischen stammt und so viel wie „Gelber Berg“ bedeutet.
- Nach einem Ukas des Zaren Fjodor Iwanowitsch begann im Jahre 1590 an der Wolga der Bau einer Bewachungsfestung, nachdem an der Wolga bereits 1586 Samara und 1589 Zarizyn gegründet wurden. Diese Festung sollte die Steppengebiete des Zarentum Russland an der Wolga schützen und die Überfälle der Reitervölker aus den Nachbargebieten eindämmen. Ebenso wichtig war die Sicherung des Wasserweges von Kasan nach Astrachan, der hier verlief. Die Festung wurde unter der Leitung des Heerführers Grigori Sassekin errichtet. Saratow war dabei nicht mehr nur wichtiger Militärstützpunkt, sondern auch großes Handelszentrum als Umschlagplatz des russischen Handels mit dem Orient geworden.

Von der zweiten Hälfte des 18. Jahrhunderts und bis zu den Deportationen im Zusammenhang mit dem Zweiten Weltkrieg lebten in Saratow zahlreiche Wolgadeutsche, deren Tätigkeit auch in der Architektur der Stadt Spuren hinterlassen hat. Sie kamen überwiegend aus Bayern, Baden, Hessen, der Pfalz und dem Rheinland und folgten in den Jahren 1763 bis 1767 der Einladung der deutschstämmigen Zarin Katharina II. Nach dem Überfall des „Dritten Reiches“ auf die Sowjetunion im Juni 1941 ließ Josef Stalin das Präsidium des Obersten Sowjets der UdSSR am 28. August 1941 den Erlass „Über die Umsiedlung der im Wolgagebiet ansässigen Deutschen“ beschließen. Die Wolgadeutschen wurden der kollektiven Kollaboration beschuldigt, nach Sibirien und Zentralasien deportiert und dort in Arbeitslager der „Arbeitsarmee“ (Трудармия) gezwungen, wobei Tausende starben.
Während ihrer Blütezeit im 19. Jahrhundert gehörte die Stadt zu den größten des Russischen Reiches.

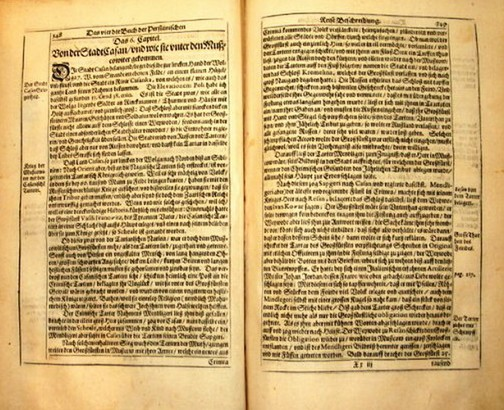
Adam Olearius: Moskowitische und Persianische Reise (1647), Vierter Teil, 6. Kapitel, Beschreibung des Aufenthalts der schleswig-holsteinischen Gesandtschaft in Kasan

Bezogen auf die 1630er Jahre gibt es über Saratow schriftliche Zeugnisse aus einer Reisebeschreibung in deutscher Sprache, die auch eine Abbildung der Stadt enthält.

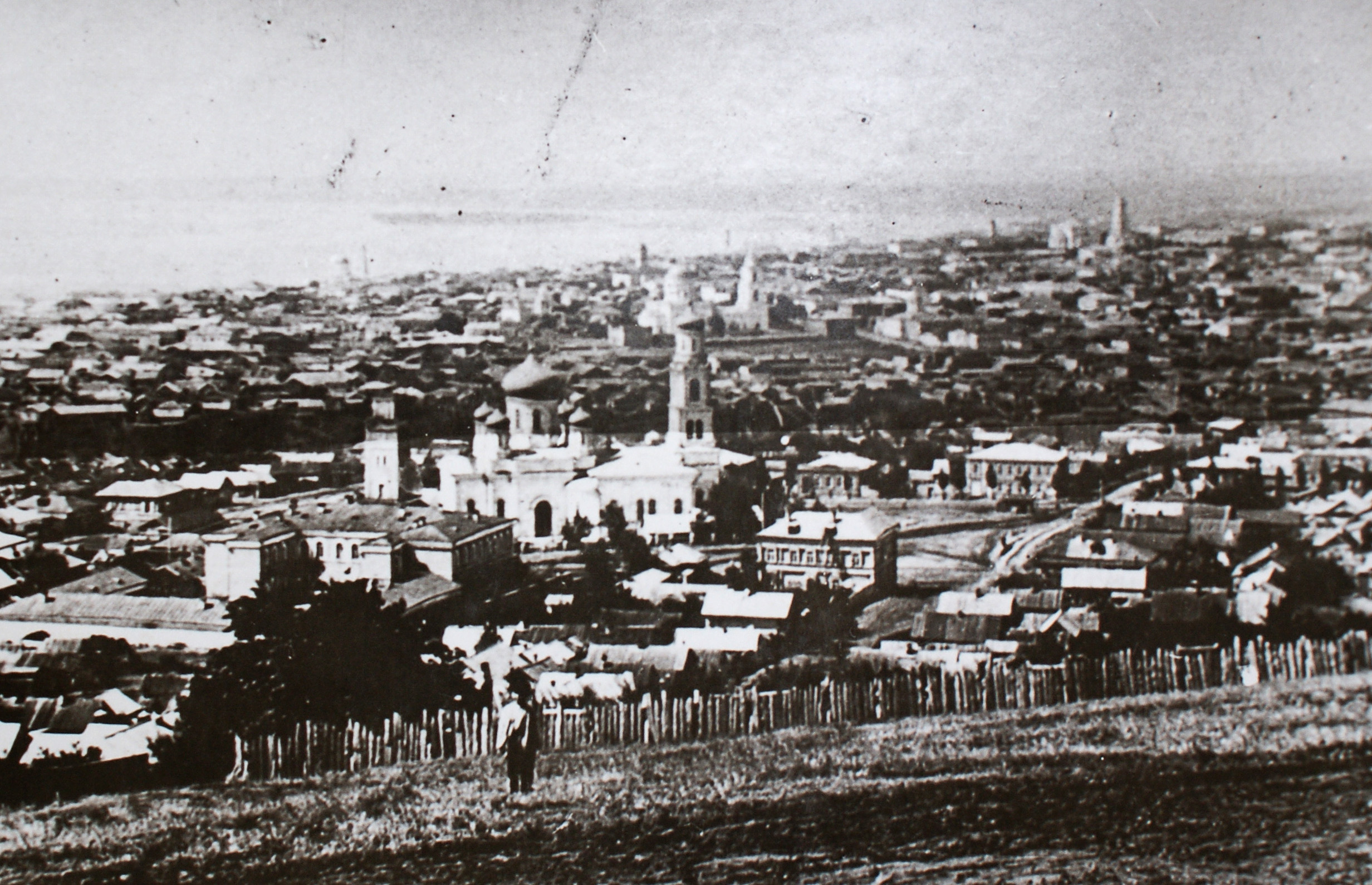
Die Stadt im Jahr 1916

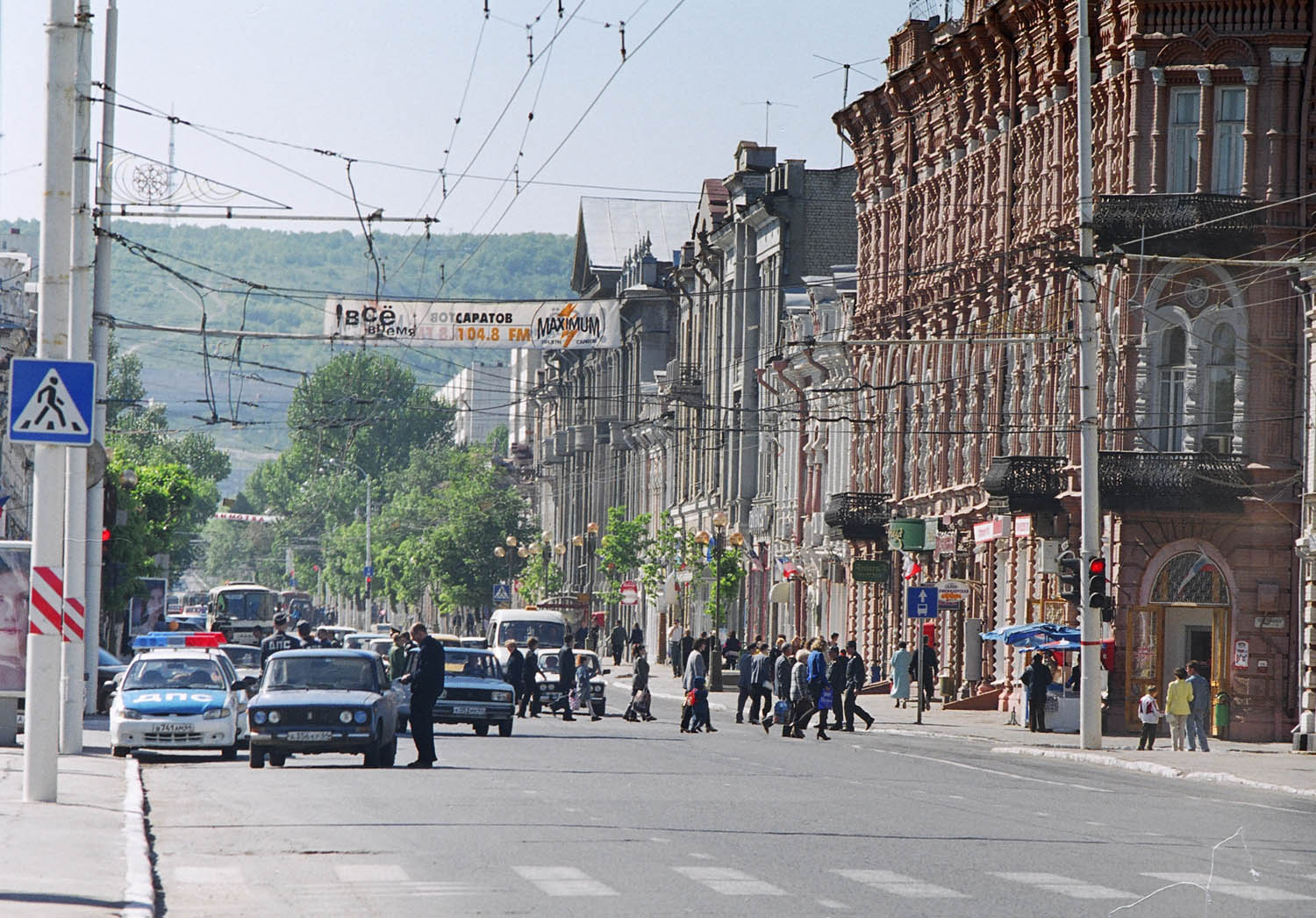
Die Moskauer Straße

Im Herbst 1856 wurde in Saratow ein Priesterseminar und 1857 ein Knabenseminar gegründet, das als Vorbereitungsschule für das Priesterseminar dienen sollte. Im Knabenseminar waren jährlich 25 Plätze für Kolonistenkinder reserviert; dabei wurden Waisen und Söhne aus armen Familien bevorzugt. Von den Absolventen des Knabenseminars besuchten nur etwa 20 % das Priesterseminar, die überwiegende Mehrheit ging als Lehrer in die Kolonien. Vier Absolventen des Saratower Priesterseminars, Anton Johannes von Padua Zerr (1849 bis 1932), Josef Aloisius Keßler (1862 bis 1933), Alexander Frison (1873 bis 1937) und Markus Glaser (1880 bis 1950) wurden Diözesanbischöfe.
Im Ersten Weltkrieg war Saratow im Januar 1915 Zielort für Deportationskonvois von Deutschen, Juden, Ungarn, Österreichern und Slawen, die in den westlichen, frontnahen Gebieten des Reiches als mögliche Gefahr eingestuft wurden.
Nach der Auflösung des Gouvernements Saratow 1928 war Saratow in der Russischen SFSR zunächst Zentrum der Oblast Untere Wolga, aus der bereits im selben Jahr der bis 1934 bestehende Krai Untere Wolga wurde. 1932 wurde das Krai-Zentrum nach Stalingrad verlegt. 1934 wurde der Krai Saratov gebildet und schließlich 1936 die bis heute bestehende Oblast Saratow.
Der erste Mensch im Weltall Juri Gagarin studierte an der Technischen Universität in Saratow und landete nach seinem legendären Flug 1961 auch in der Oblast Saratow.

### Bevölkerungsentwicklung

Pokrowskaja-Kirche

| Jahr | Einwohner |
| ---- | --------- |
| 1897 | 137.147   |
| 1939 | 372.002   |
| 1959 | 584.092   |
| 1970 | 757.330   |
| 1979 | 855.702   |
| 1989 | 904.643   |
| 2002 | 873.055   |
| 2010 | 837.900   |
| 2014 | 840 785   |
| 2016 | 843.460   |

Anmerkung: Volkszählungsdaten

## Sehenswürdigkeiten
Saratow ist ein bedeutendes Kulturzentrum an der Wolga. Die gesamte Altstadt ist sehr malerisch und hier gibt es zahlreiche prächtige Gebäudeensembles aus vielen Jahrhunderten, so etwa in der ehemaligen Deutschen Straße, heute Uliza Nemezkaja, jetzt Kirow-Prospekt genannt. Auf dem Kirow-Prospekt, heute eine reine Fußgängerzone, oder auf der Promenade am Wolgaufer flanieren Touristen und Einheimische. Prächtige Beispiele des Jugendstils sind in Saratow allerorts zu finden wie etwa die Villa Reineke von Fjodor Schechtel, die er 1912 errichtete. Eine besonders sehenswerte Kirche ist die Anfang des 20. Jahrhunderts erbaute Kirche der Gottesmutter-Ikone Lindere mein Leid. Lohnend ist eine Autofahrt über die drei Kilometer lange alte Wolgabrücke, die das Zentrum von Saratow mit der am gegenüberliegenden Wolgaufer liegenden Stadt Engels verbindet.

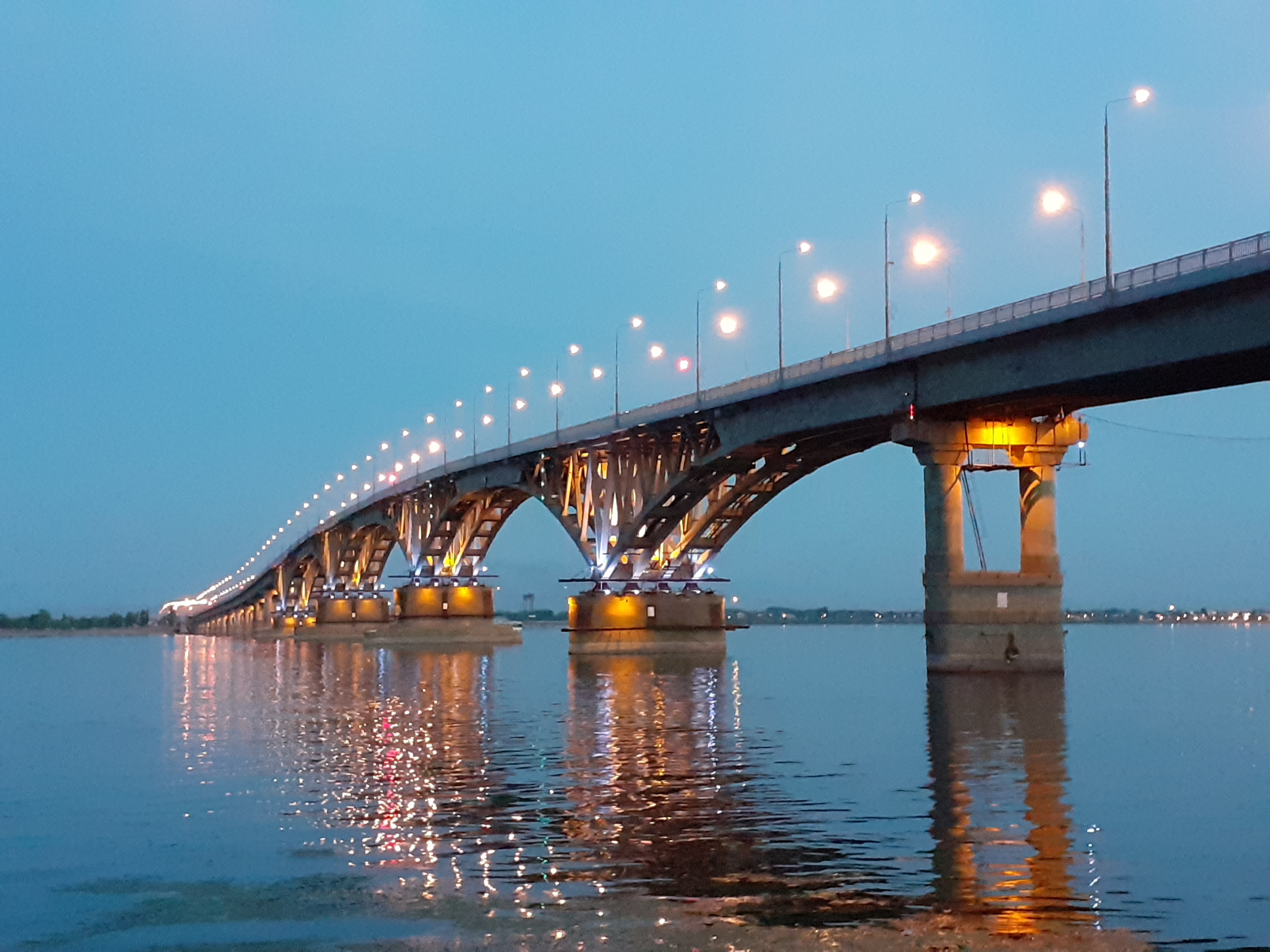
Brücke von Saratow über die Wolga

### Radischtschew-Kunstmuseum

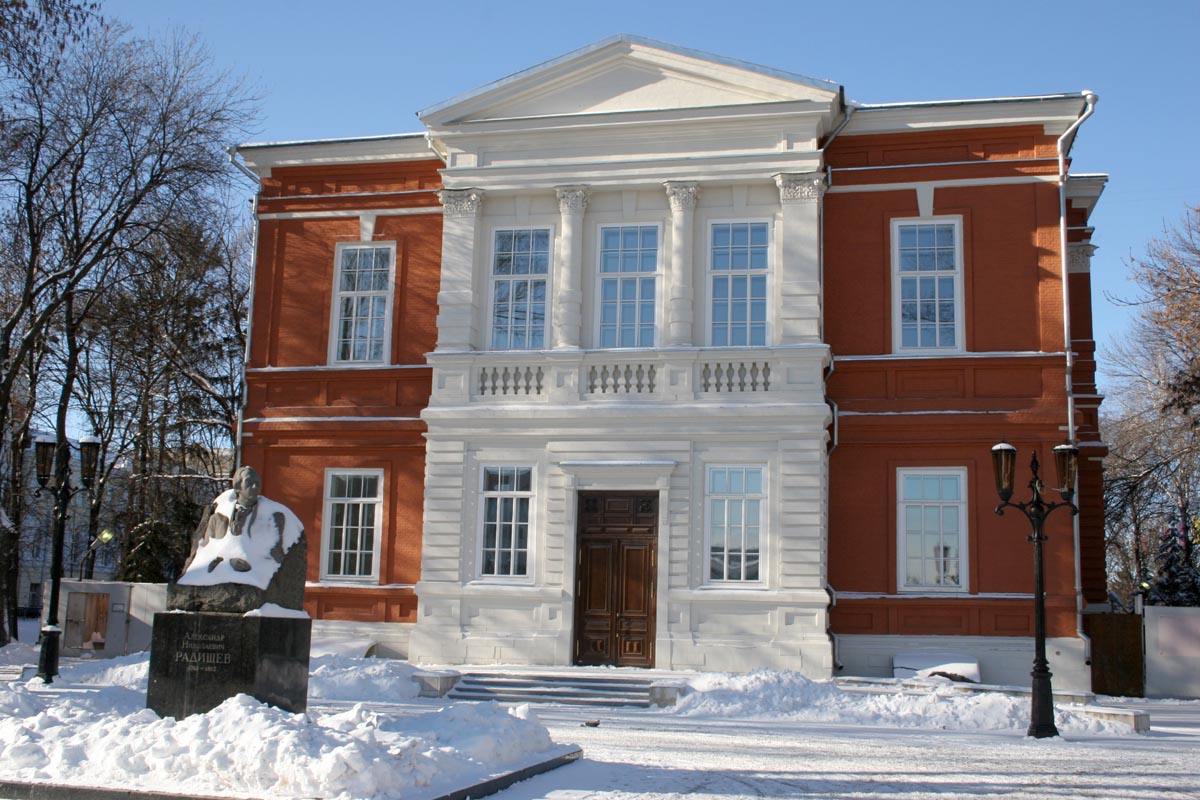
Radischtschew-Kunstmuseum

Eine der größten Touristenattraktionen der Stadt ist das am 29. Juli 1885 eröffnete Radischtschew-Kunstmuseum mit über 16.000 Exponaten. Es wurde von Alexei Bogoljubow (1824–1896), dem Enkel von Alexander Radischtschew, gegründet. Es ist eines der größten Museen der Welt für russische Kunst.

### Saratower Völkerkundemuseum
Das 1886 gegründete Museum mit einer großen archäologischen Sammlung befindet sich in einem prächtigen klassizistischen Gebäude.

### Saratower Oper
Die Saratower Oper wurde 1803 gegründet, nicht nur wegen der prächtigen Architektur ist sie einzigartig und genießt schon lange internationalen Ruhm.

### Drama-Theater Saratow
Das Saratower Dramatische Theater ist eines der ältesten Theater Russlands. Gegründet 1803, kann es auf eine über 200-jährige Geschichte zurückblicken.

## Wirtschaft

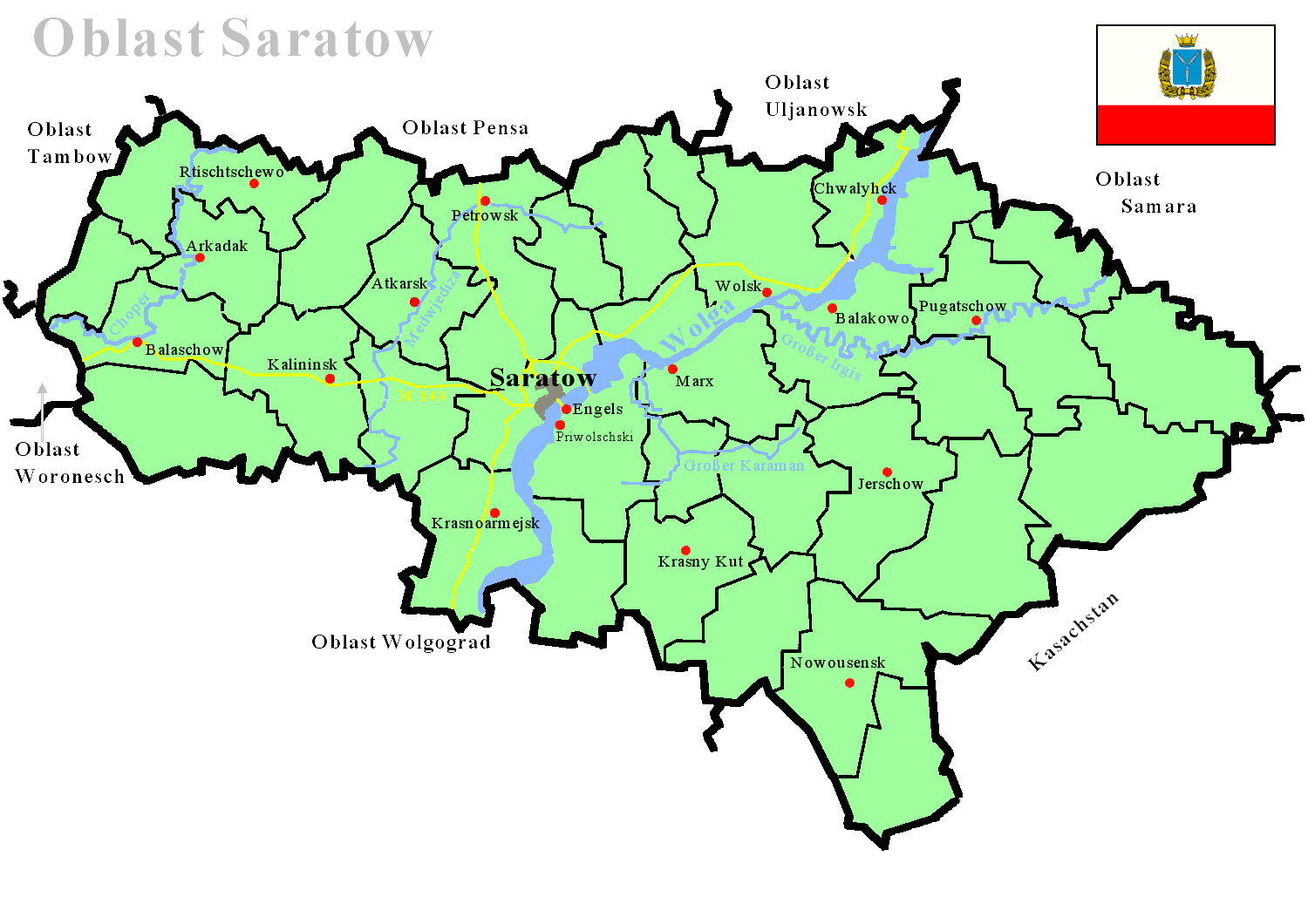
Karte der Oblast Saratow

Im Raum Saratow wird vor allem im Wolgatal umfangreich Landwirtschaft betrieben. Im Industriebereich befinden sich in Saratow vor allem Maschinenbau-, chemische und erdölverarbeitende Unternehmen. Auch aufgrund der deutschen Traditionen der Stadt sind zahlreiche deutsch-russische Joint Ventures im Raum Saratow tätig.

## Verkehr
Saratow besaß mit dem Flughafen Saratow einen internationalen Flughafen mit vereinzelten Direktverbindungen ins Ausland sowie regelmäßigen Flügen in andere russische Metropolen sowie den Flugplatz Saratow-Dubki. Im August 2019 wurde der neue Flughafen Saratow-Gagarin in Betrieb genommen. Daneben spielen Eisenbahn-Fernverkehrsstrecken sowie nicht zuletzt auch die Wolga als stark befahrene Binnenschifffahrtsstraße eine große Rolle. Die Stadt ist Verwaltungssitz der Wolga Regionaldirektion der Russischen Staatsbahn. Die Direktion betreibt nicht nur alle Eisenbahnlinien samt zugehöriger Infrastruktur im Großraum Saratow, sondern auch ein über 4237 Kilometer langes Schienennetz.
Der öffentliche Personennahverkehr wird von Buslinien, Trolleybussen und Straßenbahnen getragen.
In den 1990er Jahren wurde der öffentliche Nahverkehr privatisiert. Wegen der unzuverlässigen Busse wurde ab 2017 eine neue Schnellbahn geplant. 2023 wurden für den Bau mehrere Straßenbahnlinien stillgelegt. Die Eröffnung verschob sich von Ende 2023 auf Sommer 2025. 
Autobahnen und für russische Verhältnisse gut ausgebaute Fernstraßen führen von der Stadt aus direkt in die umliegende Großstädte. Über eine Zweigstrecke der russischen Fernstraße R22 Kaspi ist Saratow mit dem Umland der russischen Hauptstadt Moskau verbunden. Auf dieser Strecke verläuft auch die Europastraße 38 (von Hluchiw, Ukraine nach Qysylorda, Kasachstan). Die Stadt ist über die Fernstraße R158 mit Nischni Nowgorod, Saransk und Pensa verbunden. Hier wird sie von der R228 gekreuzt, die von Sysran nach Wolgograd führt.
Über die Wolga führen drei Brücken:
- die Saratower Eisenbahnbrücke (Baujahr 1935),
- die Brücke von Saratow (Baujahr 1965) und
- die Neue Brücke von Saratow (Baujahre 2000 und 2009).

## Kultur und Bildung

### Kultur

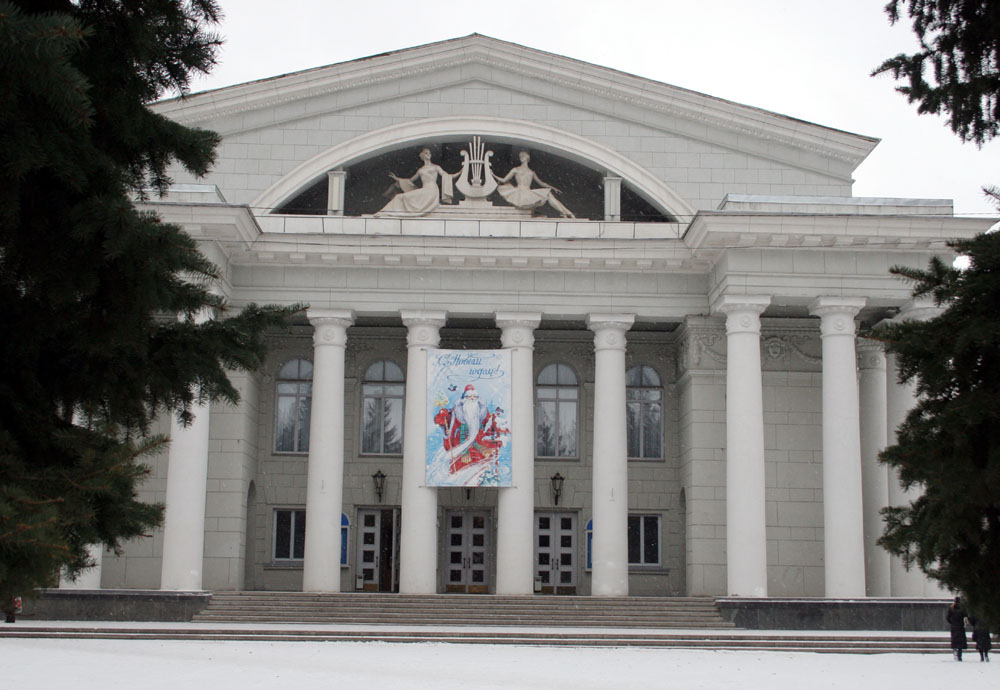
Saratower Oper

Saratow gilt im Wolgaraum als Stadt der Kultur, zum einen wegen der langen und bedeutenden Tradition der Stadt, zum anderen natürlich wegen der umfangreichen Kunstsammlung, die mit 16.000 Exponaten und mit Werken alter Meister von globaler Bedeutung ist. Daneben gibt es aber auch zahlreiche Theater, Kinos und weitere große Kultur- und Vergnügungsstätten. Zum Kulturaustausch gibt es in der Stadt eine Vertretung des Goethe-Instituts und ein Deutsches Haus. In Saratow gibt es eine Oper, die schon längst über die russischen Grenzen hinaus von sich reden macht.

### Religion

#### Christentum

##### Russisch-orthodoxe Kirche

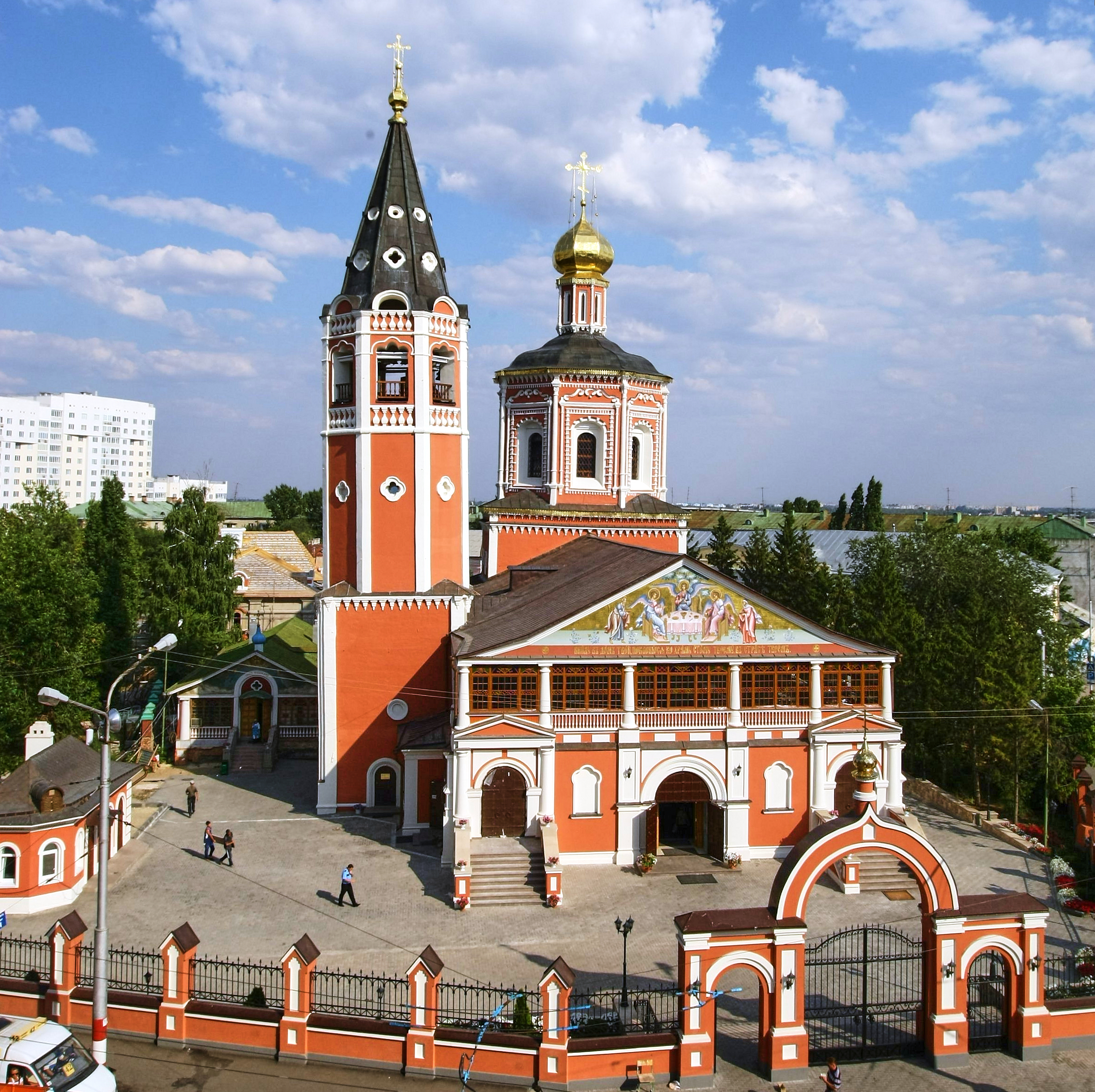
Die russisch-orthodoxe Kathedrale der Heiligen Dreifaltigkeit

1906 wurde die orthodoxe Kirche der Gottesmutter-Ikone „Lindere mein Leid“ errichtet.

##### Römisch-katholische Kirche
In Saratow entstand am 11. Februar 2002 aus der „Römisch-katholischen Administratur für die Katholiken des lateinischen Ritus im Süden des europäischen Russlands“ das katholische Bistum St. Clemens. 2004 wurde das Bistum staatlich anerkannt und ist dadurch eine Art „eingetragener Verein“. Die Bischofskirche ist St. Peter und Paul.

##### Evangelisch-lutherische Kirche
Im Jahr 1793 wurde in Saratow die evangelisch-lutherische St.-Marien-Kirche eingeweiht. Sie lag direkt im Stadtzentrum und wurde 1971 durch Sprengung zerstört. Die Gemeinde versammelte sich danach an verschiedenen Orten und begann im Jahr 2008 mit dem Bau einer neuen Kirche. Es entstand ein Gebäude, das über 200 Personen fassen kann und über zahlreiche kleine und große Räume verfügt. Am 13. Mai 2018 fand die Einweihung der neuen St.-Marien-Kirche statt. An dem Festgottesdienst beteiligte sich auch der Botschafter der Bundesrepublik Deutschland, Rüdiger von Fritsch, der – als ordinierter lutherischer Prediger – die Festpredigt hielt.

### Bildung
Weiterführende Bildungseinrichtungen in Saratow sind:
- Staatliche Universität Saratow (Tschernyschewski-Universität)
- Baukolleg Saratow
- Saratower Hochschule des Innenministeriums Russlands
- Saratower Militärinstitut für biologischen, chemischen und Strahlenschutz
- Saratower Militärisches Medizininstitut
- Saratower Staatliche Agrotechnische Universität
- Saratower Staatliche Akademie für Veterinärmedizin und Biotechnologie
- Saratower Staatliche Medizinuniversität
- Saratower Staatliche Rechtsakademie
- Saratower Staatliche Wawilow-Agraruniversität
- Saratower Staatliche Sozialökonomische Universität
- Saratower Staatliche Technische Universität
- Saratower Staatliches Konservatorium
- Saratower Staatliches Pädagogisches Fedin-Institut
- Stolypin-Akademie des Wolgagebietes für den Staatsdienst
- Fakultät der Russischen Staatlichen Öffentlichen Technischen Universität für Verkehrswesen
- Filiale der Militärischen Artillerieuniversität
- Filiale der Russischen Staatlichen Universität für Handel und Wirtschaft Moskau
- Filiale der Russischen Akademie für Recht des Wolgagebiets

Die Saratower Theaterschule ist weit über die Grenzen Russlands hinaus bekannt. Hier wurden viele bekannte Schauspieler ausgebildet.

### Sport
Zu den bekanntesten Sportvereinen der Stadt gehört der Eishockey-Club HK Kristall Saratow, der am Spielbetrieb Wysschaja Hockey-Liga (WHL) teilnimmt. Seine Heimspielstätte ist die 1969 eröffnete Mehrzweckhalle Sport Palast Kristall, die knapp 5.000 Zuschauerplätze hat und außer für Eishockeyspiele auch für Veranstaltungen in diversen Hallensportarten sowie für Konzerte und Ausstellungen genutzt wird. Die Halle wird ebenfalls Basketballklub BK Awtodor Saratow genutzt, der in der VTB United League spielt.
Im Fußball ist bzw. war die Stadt durch den Verein PFK Sokol Saratow vertreten, der für mehrere Saisons in der höchsten russischen Klasse, der Premjer-Liga, spielte, gegenwärtig jedoch zwischen dem eine Klasse tieferen Perwenstwo FNL und dem drittklassigen Perwenstwo PFL pendelt. Die Stadt besitzt mit dem 1962 eröffneten und bis zu 15.000 Zuschauer fassenden Lokomotiv-Stadion eine eigene Spielstätte.

## Kriegsgefangenenlager des Zweiten Weltkrieges
In der Stadt bestand das Kriegsgefangenenlager 238 für deutsche Kriegsgefangene des Zweiten Weltkriegs, das im Herbst 1947 als Lager 368 nach Engels verlegt wurde. Schwer Erkrankte wurden in den beiden Kriegsgefangenenhospitälern 3631 und 5138 versorgt. Südlich der Stadt befand sich ein Friedhof, auf dem 70.000 Kriegsgefangene bestattet wurden; ein weiterer Friedhof mit 2.000 Toten war auf einem der umliegenden Hügel angelegt.

## Söhne und Töchter der Stadt
Zu den Söhnen und Töchtern der Stadt Saratow gehören u. a. die Schriftsteller Nikolai Tschernyschewski (1828–1889), Konstantin Fedin (1892–1977), Nadeschda Mandelstam (1899–1980), Alexander Bek (1903–1972) und Erika Müller-Hennig (1908–1985), Pastor Johannes Schleuning (1879–1961), die Politiker Alexei Rykow (1881–1938), Georgi Oppokow (1888–1938), Roman Abramowitsch (* 1966) und Olga Batalina (* 1975), die Mathematiker Alexander Weinstein (1897–1979), Alexander Norden (1904–1993), Wiktor Wagner (1908–1981) und Alexander Olschanski (* 1946), der Physikochemiker und Nobelpreisträger Nikolai Semjonow (1896–1986), die Schauspieler Boris Babotschkin (1904–1975), Boris Andrejew (1915–1982), Oleg Tabakow (1935–2018), Jewgeni Mironow (* 1966) und Filipp Jankowski (* 1968), die Eishockeyspieler Anatoli Fedotow (* 1966), Sergei Nikolajew (* 1972), Denis Platonow (* 1981) und Generaloberst Boris Gromow (* 1943).